# Pachysaga ocrocercus
Pachysaga ocrocercus är en insektsart som beskrevs av Rentz, D.C.F. 1993. Pachysaga ocrocercus ingår i släktet Pachysaga och familjen vårtbitare. Inga underarter finns listade i Catalogue of Life.